# 谢讷昂瑟米讷
谢讷昂瑟米讷（法語：Chêne-en-Semine，法語發音：[ʃɛn ɑ̃ səmin]，意为“瑟米讷高原上的谢讷”）是法国上萨瓦省的一个市镇，位于该省西部偏北，属于圣于连昂热讷瓦区。

## 地理
谢讷昂瑟米讷（46°2'49"N, 5°51'31"E）面积9.46 平方千米，位于法国奥弗涅-罗讷-阿尔卑斯大区上萨瓦省，该省份为法国东部省份，历史上为薩伏依的一部分，北与瑞士接壤，西接安省，南至萨瓦省，东与瑞士和意大利接壤。
与谢讷昂瑟米讷接壤的市镇（或旧市镇、城区）包括：沙隆日、克拉拉丰-阿尔西讷、埃卢瓦斯、罗讷河畔圣日耳曼、旺济。
谢讷昂瑟米讷的时区为UTC+01:00、UTC+02:00（夏令时）。

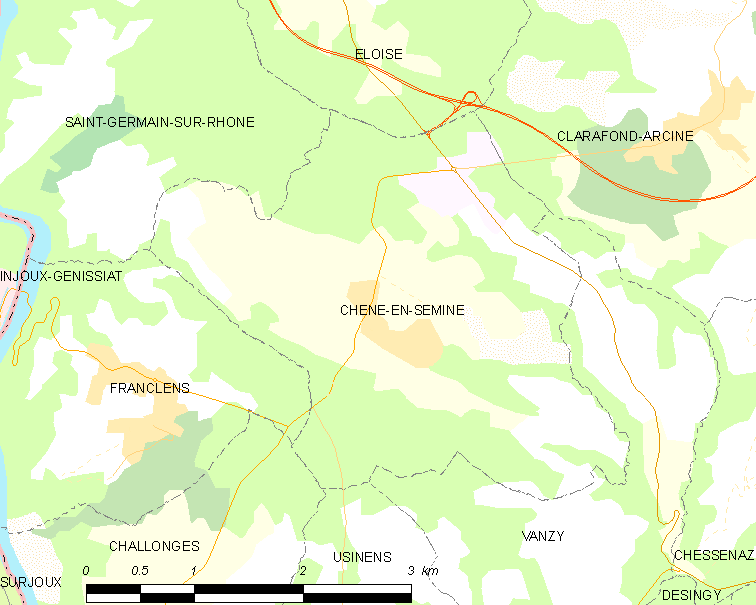
谢讷昂瑟米讷的OSM定位图

## 行政
谢讷昂瑟米讷的邮政编码为74270，INSEE市镇编码为74068。

## 政治
谢讷昂瑟米讷所属的省级选区为圣于连昂热讷瓦县。

## 交通
上萨瓦省省道D14线和D1508线经过谢讷昂瑟米讷境内。

## 人口

1962-2008年间谢讷昂瑟米讷人口变化图示

谢讷昂瑟米讷于2022年1月1日时的人口数量为526人。